# Kecamatan Galang (distrikt i Indonesien, Kepulauan Riau)
Kecamatan Galang är ett distrikt i Indonesien.   Det ligger i provinsen Kepulauan Riau, i den västra delen av landet, 800 km norr om huvudstaden Jakarta. Kecamatan Galang ligger på ön Pulau Galang.